# Orlandina Basket 2006-2007
Questa voce raccoglie le informazioni riguardanti l'Orlandina Basket nelle competizioni ufficiali della stagione 2006-2007.

## Verdetti stagionali
- Serie A:
  - stagione regolare: 14º posto su 18 squadre (13-21)

## Stagione
La stagione 2006-2007 dell'Orlandina Basket, sponsorizzata Upea, è la 2ª nel massimo campionato italiano di pallacanestro, la Serie A.
All'inizio della nuova stagione la Lega Basket decise di modificare il regolamento riguardo al numero di giocatori stranieri da schierare contemporaneamente in campo che venne ridotto a sei, con anche la possibilità di impiegare fino a quattro giocatori extracomunitari.
Conclude in quattordicesima posizione, ottenendo la salvezza all'ultima giornata di campionato.

## Roster
Aggiornato al 16 dicembre 2021.
| Upea Capo d'Orlando 2006-07 | Upea Capo d'Orlando 2006-07 |
| Giocatori                   | Staff tecnico               |
| --------------------------- | --------------------------- |

| N. | Naz.                                                        | Ruolo | Nome                | Anno | Alt.   | Peso   |  |
| -- | ----------------------------------------------------------- | ----- | ------------------- | ---- | ------ | ------ |  |
| 5  | Stati Uniti (bandiera) · Isole Vergini Americane (bandiera) | G     | Reggie Freeman      | 1975 | 198 cm |        |  |
| 5  | Grecia (bandiera)                                           | A     | Sōtīrīs Gkioulekas  | 1979 | 202 cm | 105 kg |  |
| 6  | Italia (bandiera)                                           | P     | Leonardo Busca      | 1972 | 180 cm | 77 kg  |  |
| 7  | Francia (bandiera)                                          | AG    | Hervé Touré         | 1982 | 203 cm | 100 kg |  |
| 7  | Stati Uniti (bandiera)                                      | G     | Scooter McFadgon    | 1982 | 196 cm | 93 kg  |  |
| 8  | Stati Uniti (bandiera)                                      | AG    | Jayson Wells        | 1976 | 204 cm | 95 kg  |  |
| 9  | Rep. Centrafricana (bandiera) · Francia (bandiera)          | P     | Mickaël Mokongo     | 1986 | 178 cm | 85 kg  |  |
| 11 | Stati Uniti (bandiera)                                      | C     | Torin Francis       | 1983 | 210 cm | 116 kg |  |
| 12 | Italia (bandiera)                                           | G     | Danilo Fevola       | 1985 | 195 cm | 88 kg  |  |
| 13 | Italia (bandiera)                                           | AG    | Andrea Pomenti      | 1978 | 200 cm | 100 kg |  |
| 14 | Argentina (bandiera) · Italia (bandiera)                    | P     | Juan Manuel Fabi    | 1982 | 191 cm | 79 kg  |  |
| 15 | Stati Uniti (bandiera)                                      | G     | Alvin Young         | 1975 | 191 cm | 89 kg  |  |
| 17 | Italia (bandiera)                                           | G     | Stefano Rabaglietti | 1983 | 189 cm | 82 kg  |  |
| 20 | Stati Uniti (bandiera) · Italia (bandiera)                  | C     | Donzel Rush         | 1974 | 207 cm | 112 kg |  |
| -  | Italia (bandiera)                                           | G     | Antonio Fazio       | 1990 | 190 cm |        |  |
| -  | Italia (bandiera)                                           | G     | Enrico Mobilia      | 1990 | 190 cm |        |  |
| -  | Italia (bandiera)                                           | G     | Giuseppe Sindoni    | 1988 | 182 cm |        |  |

| Allenatore                                                                                |
| - Giovanni Perdichizzi                                                                    |
| Assistente/i                                                                              |
| - Antonino Coppolino - Ugo Ducarello Legenda - (C) Capitano - (IN) Inattivo - Infortunato |

- Preparatore atletico:   Giuseppe Ferrarotto
- Fisioterapista:   Stefano Tatonetti

## Mercato

### Sessione estiva
| Acquisti | Acquisti            | Acquisti                             | Acquisti   | Acquisti |
| R.a      | Nome                | da                                   | Modalità   |          |
| -------- | ------------------- | ------------------------------------ | ---------- | -------- |
| P        | Mickaël Mokongo     | Élan Chalon                          | definitivo |          |
| G        | Alvin Young         | Ironi Nahariya                       | definitivo |          |
| C        | Torin Francis       | Notre Dame F. Irish                  | definitivo |          |
| G        | Danilo Fevola       | Basket Napoli                        | prestito   |          |
| AG       | Jayson Wells        | Ironi Nahariya                       | definitivo |          |
| G        | Reggie Freeman      | Žalgiris Kaunas                      | definitivo |          |
| C        | Donzel Rush         | Nuova A.M.G. Sebastiani Basket Rieti | definitivo |          |
| AG       | Hervé Touré         | Scandone Avellino                    | definitivo |          |
| AG       | Andrea Pomenti      |                                      | definitivo |          |
| G        | Stefano Rabaglietti | Patti Basket                         | definitivo |          |

| Cessioni | Cessioni                | Cessioni          | Cessioni       | Cessioni |
| R.       | Nome                    | a                 | Modalità       |          |
| -------- | ----------------------- | ----------------- | -------------- | -------- |
| P        | Marque Perry            | Bandırma Banvit   | fine contratto |          |
| G        | Keith Carter            | Pall. Varese      | fine contratto |          |
| AC       | Virginijus Praškevičius | Fuenlabrada       | fine contratto |          |
| P        | Mats Levin              | Solna Vikings     | fine contratto |          |
| C        | Vasil Evtimov           | Fortitudo Bologna | fine contratto |          |
| G        | Kristaps Janičenoks     | Fortitudo Bologna | fine contratto |          |
| AG       | Oluoma Nnamaka          | B.C. Ferrara      | fine contratto |          |
| GA       | Juan Manuel Moltedo     | Reyer Venezia     | fine contratto |          |
| C        | Phillip Ramelli         | A. Costa Imola    | fine contratto |          |
| G        | Vincenzo Esposito       | Gragnano Basket   | fine contratto |          |
| C        | Agron Xiarchos          | Panellīnios       | fine contratto |          |
| AG       | Sanijn Kastmiler        |                   | fine contratto |          |
| G        | Giampaolo Valenti       |                   | fine contratto |          |

### Dopo l'inizio della stagione
| Acquisti | Acquisti           | Acquisti        | Acquisti        | Acquisti   |
| R.       | Nome               | da              | Data            | Modalità   |
| -------- | ------------------ | --------------- | --------------- | ---------- |
| P        | Leonardo Busca     | Free agent      | 1 febbraio 2007 | definitivo |
| AG       | Sōtīrīs Gkioulekas | Norimberga      | 17 aprile 2007  | definitivo |
| G        | Scooter McFadgon   | Bakersfield Jam | 19 aprile 2007  | definitivo |

| Cessioni | Cessioni       | Cessioni   | Cessioni      | Cessioni    |
| R.       | Nome           | a          | Data          | Modalità    |
| -------- | -------------- | ---------- | ------------- | ----------- |
| G        | Reggie Freeman | Free agent | 2 aprile 2007 | rescissione |